# Verne Langdon
Verne Langdon  (15 de setembro de 1941 - 1 de janeiro de 2011) foi um músico, ator e maquiador norte-americano. Produziu máscaras para filmes de terror.